# Aliança per la Pau i la Llibertat
L'Aliança per a la Pau i la Llibertat (APL, APF en anglès) és una aliança de diversos partits polítics europeus d'ultradreta originaris d'alguns estats membres de la Unió Europea.
Va ser fundada el 4 de febrer de 2015. Els principals partits membres havien participat en el ja desaparegut Front Nacional Europeu. El partit és durament euroescèptic.
El partit desitja establir una xarxa de moviments nacionalistes a tot Europa que cooperin per enfortir els seus ideals compartits. El partit coopera i fa costat a altres grups nacionalistes a tot Europa que no són membres, entre ells exmembres dels partits Alba Daurada, Flama Tricolor, Alternativa per Suècia i Front Nacional Popular El partit és descrit com a neonazi per diversos periòdics, i neofeixista per uns altres.
El grup treballa per a "una Europa de nacions sobiranes en la qual els estats independents treballen junts de manera confederada", i per a la perennitat i la salvaguarda de les tradicions europees "ancestrals" com la tradició cristiana.

## Europa Terra Nostra
Europa Terra Nostra és la fundació política europea oficial de la APL. L'ENT va ser fundada el 3 de juliol de 2015 a Berlín, on continua operant com el think tank oficial de la APL i serveix en el marc europeu a les fundacions / grups de reflexió nacionals reconeguts pels membres de la APL.

## Connexions internacionals
APL treballa per a coordinar els partits nacionalistes europeus en tot el continent. Va ajudar a establir-se com a membres de l'APL als partits neofeixistes italians Força Nova i Flama Tricolor. El 2017, APL va ajudar a la formació de la coalició del Bloc d'Identitat Nacional a Europa, els membres d'APL, el Partit Romania Unida i Noua Dreaptă van unir forces amb el Partit de la Gran Romania. El 2019, APL va participar en la formació de la coalició ADÑ Identitat Espanyola, composta pels membres d'APL Democràcia Nacional, FE-JONS, Alternativa Espanyola i La Falange.
El partit també manté contactes amb l'exlíder del Front Nacional, Jean-Marie Le Pen, que va ser expulsat del seu partit el 2015. Es va unir al grup al març de 2018.
APL manté contactes amb cercles conservadors a Rússia amb el grup convidat a conferències organitzades pel Kremlin. El partit fa costat a Vladimir Putin i al lideratge de Rússia Unida, especialment a la crisi d'Ucraïna i la Guerra civil siriana. El partit fa costat a Aleksandr Lukashenko i manté contactes amb el Partit Liberal de Belarús.
APL fa costat fermament als nacionalistes serbis i s'oposa al reconeixement internacional de Kosovo, ja que va treballar en el passat amb el Partit Radical Serbi. El 26 de setembre de 2021, la APL va celebrar una conferència a Belgrad organitzada per la Dreta Sèrbia.
Manté relacions amistoses amb el govern del Partit Baaz sirià amb el vicepresident, Bashar al-Ásad va convidar a Nick Grifiin a Síria diverses vegades com a ambaixador. S'han celebrat reunions entre el partit i el Partit Social Nacionalista Sirià amb l'AFP que fa costat públicament al SSNP. El grup manté contactes i ha organitzat almenys una reunió amb els líders de Hezbollah. El grup ha estat en contacte regular amb el líder libanès Michel Aoun i el governant Moviment Patriòtic Lliure.

## Partits membres
| Estat      | Partit                                         | Abr.          |
| ---------- | ---------------------------------------------- | ------------- |
| Alemanya   | La Pàtria                                      | Heimat!       |
| Bèlgica    | Movimient Nació                                | Nation        |
| Bèlgica    | Flandes Identitari                             | VLI           |
| Eslovàquia | Kotleba - Partit Popular Nostra Eslovàquia     | ĽSNS          |
| Espanya    | Democracia Nacional                            | DN            |
| Espanya    | La Falange                                     | FE/La Falange |
| França     | Comitès Jeanne (afiliats)                      | CJ            |
| França     | Partit Nacionalista Francès                    | PNF           |
| Grècia     | Unió Patriòtica Popular Grega                  | LEPEN         |
| Itàlia     | Forza Nuova                                    | FN            |
| Txèquia    | Partit dels Treballadors de la Justicia Social | DSSS          |
| Romania    | Noua Dreaptă                                   | ND            |

## Antics partits membres
| Estat     | Partit                       | Abr.   | Sortida        |
| --------- | ---------------------------- | ------ | -------------- |
| Dinamarca | Partit dels danesos          | DP     | 2017 (dissolt) |
| França    | Dissidència Francesa         | DF     | 2020 (dissolt) |
| Grècia    | Alba Daurada                 | XA     | 2017           |
| Grècia    | Consciència Popular Nacional | ELASYN | 2023 (dissolt) |
| Romania   | Partit Romania Unida         | PRU    | 2019 (dissolt) |
| Suècia    | Partit dels Suecs            | SvP    | 2015 (dissolt) |

## Consell executiu
| Membre                | Posició            | País       | Partit polític |
| --------------------- | ------------------ | ---------- | -------------- |
| Roberto Fiore         | President          | Itàlia     | FN             |
| Nick Griffin          | Vicepresident      | Regne Unit |                |
| Jean-Marie Le Pen     | President honorari | França     | CJ             |
| Tomáš Vandas          | Membre de la Junta | Txèquia    | DSSS           |
| Gonzalo Martín García | Membre de la Junta | Espanya    | DN             |
| Hervé Van Laethem     | Membre de la Junta | Bèlgica    | Nation         |
| Olivier Wyssa         | Membre de la Junta | França     | -              |
| Martin Beluský        | Membre de la Junta | Eslovàquia | -              |
| Ingo Stawitz          | Membre de la Junta | Alemanya   | La Pàtria      |

## Eurodiputats membres

### 9è Parlament Europeu (2019-24)
| Membre        | Estat  | Partit             | Grup Europeu |
| ------------- | ------ | ------------------ | ------------ |
| Ioannis Lagos | Grècia | XA (2019) - ELASYN | NI           |

### 8è Parlament Europeu (2014-19)
| Membre            | Estat    | Partit            | Grup Europeu |
| ----------------- | -------- | ----------------- | ------------ |
| Jean Marie Le Pen | França   | FN (2014-15) - CJ | NI           |
| Udo Voigt         | Alemanya | La Pàtria         | NI           |